# بلو کاراسائو

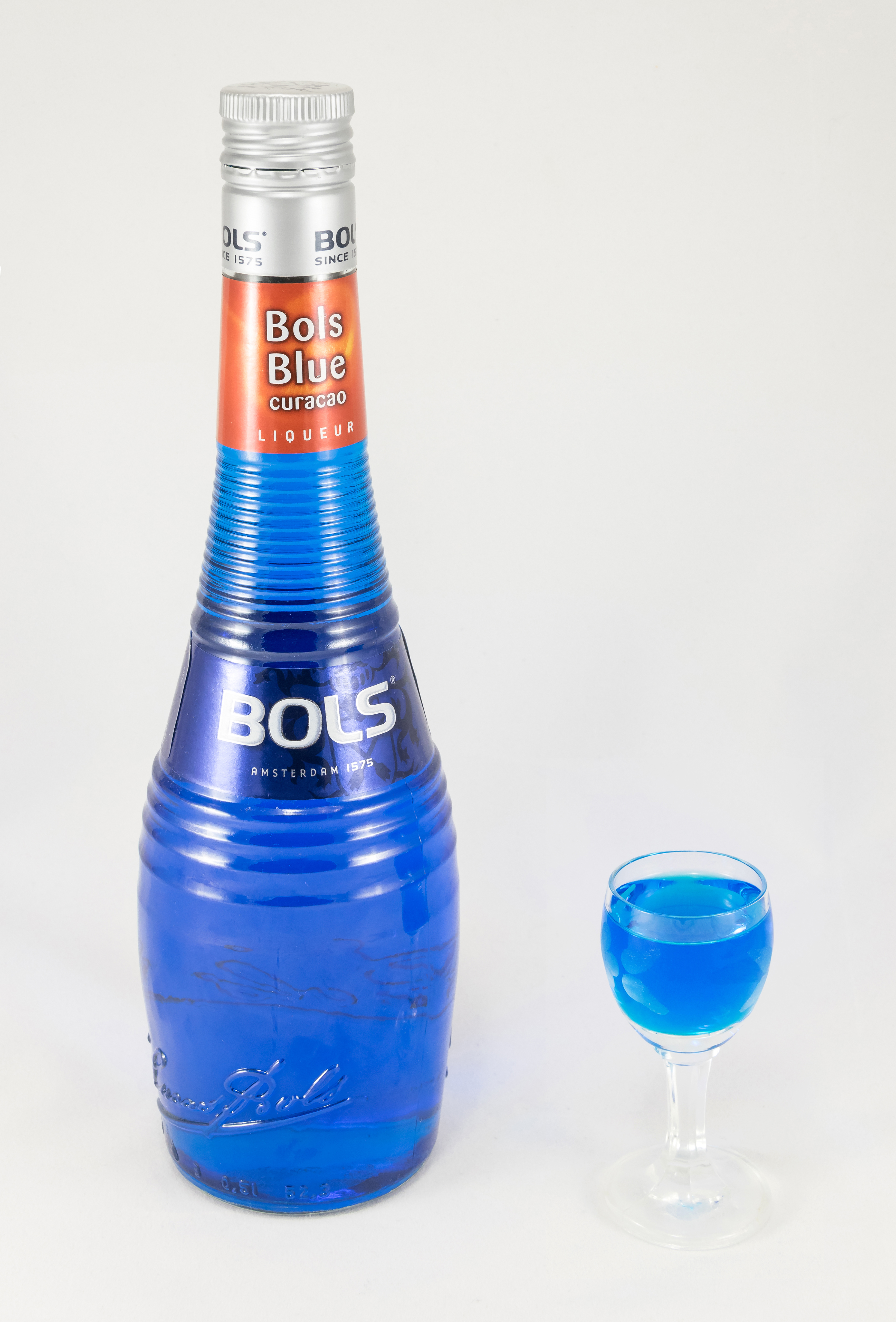
نوشیدنی بلو کاراسائو

بُلو کاراسائو (انگلیسی: Curaçao) یک نوشیدنی لیکور است که با پوست خشک شده مرکبات لاراها که در جزیرهٔ کوراسائو رشد کرده‌اند طعم داده می‌شود.
کوراسائو را می توان به اشکال مختلف فروخت، اگرچه رایج ترین آنها کوراسائوی خشک نارنجی و کوراسائوی آبی است که به رنگ آبی روشن رنگ می شود.

## تاریخ
مشخص نیست چه کسی و چه زمانی اولین لیکور کوراسائو را تولید کرد اما شرکت هند غربی هلند در سال ۱۰۱۱ (۱۶۳۴ میلادی) کوراسائو را در اختیار گرفت. کارخانه تقطیر Bols که در سال ۹۵۳ (۱۵۷۵ میلادی) در آمستردام تأسیس شد، سهامی در شرکت‌های هند غربی و شرقی داشت تا دسترسی آن به ادویه‌های مورد نیاز برای نوشیدنی‌های مقطر آنها را تضمین کند. به گفته الکساندر گریمود د لا رینیر وقایع نگار آشپزی فرانسوی در اوایل قرن نوزدهم، کوراسائو از فلاندر سرچشمه گرفته است، و نزدیکی به استان هلند باعث می شد تقطیرها به راحتی به پوسته های ضروری دسترسی داشته باشند (زیرا کوراسائو در آن زمان مستعمره هلند بود). 
لیکور کوراسائو به طور سنتی با پوست خشک لاراها ( Citrus × aurantium subsp. currassuviencis )، پرتقال تلخی که در کوراسائو ایجاد شده است، تهیه می شود.  کاشفان اسپانیایی زاده لاراها، پرتقال تلخ سویا را در سال 1527 به جزیره آوردند   اگرچه گوشت تلخ لاراها ناخوشایند است، اما پوست آن به طرز خوشایندی معطر است. 
شرکت بولس می گوید که لوکاس بولز (۱۶۵۲-۱۷۱۹ میلادی) پس از کشف این که یک روغن معطر را می توان از پوست نارس پرتقال تلخ بی فایده استخراج کرد، یک لیکور مبتنی بر لاراها تولید کرد. بولز سپس این روغن را به آمستردام صادر کرد تا لیکوری شبیه به کوراسائو امروزی تولید کند. لوکاس بولز تمایل داشت "عنصری از رمز و راز کیمیاگری" را به محصولات خود اضافه کند.افزودن غیر محتمل رنگ آبی را توضیح می دهد. در سال ۱۹۱۲، بولز کوراسائوی آبی را به عنوان Crème de Ciel ("کرم آسمان") فروخت که به احتمال زیاد اشاره ای به موزیکال ۱۹۰۷ خانم هوک هولند بود.  
سنیور & کو، شرکتی که در کوراسائو راه اندازی شده است، تنها شرکتی است که همیشه لیکور خود را از پوست لاراها از کوراسائو تولید می کند. خانواده، سنیور و چاماسیرو ، شروع به فروش لیکور خود در سال ۱۲۷۴ (۱۸۹۶ میلادی) در داروخانه خود در مقادیر کم کردند. در سال ۱۳۲۵ (۱۹۴۷ میلادی)‌آنها لاندونیس (Landunis)  ("عمارت روستایی") چهوبولوبو را در ویلمستاد خریداری کردند، جایی که کارخانه تقطیر از آن زمان در آنجا مستقر شده است. این شرکت بیان می‌کند که این تنها محصولی است که از میوه بومی لاراها استفاده می‌کند و آن را لیکور کوراسائو اصل می‌نویسد.  این لیکور چندین بار با املای "curaçoa" در بازار خودفروشی ویلیام تاکری در سال‌های ۱۲۲۵-۱۲۶۶  (۱۸۴۷-۱۸۴۸ میلادی) به عنوان نوشیدنی‌ای که توسط مردان جوان ناامید مصرف می‌شود، ذکر شده است. برای مثال، لیدی جین ساوت‌دان به برادرش «یک ملاقات پنهانی در اتاق‌هایش در آلبانی می‌کند؛ و او را پیدا کرد - ای بدبخت رها شده عزیز شیطان! - در حال کشیدن سیگاری با یک بطری کوراچوا در مقابل او». 

### آماده سازی -
رای تهیه لیکور، سنیور لاراها را به مدت چند روز در الکل و آب خیس کنید، پس از آن پوست آن را جدا کرده و در کیسه‌ای قرار می‌دهند. ادویه جات ترشی جات اضافه می شود و کیسه به مدت سه روز در مسی ۱۲۰ ساله گرم شده با ۸۶٪ درصد خالص و الکل کوشر (مشتق شده از نیشکر ) آویزان می شود. پس از یک روز سرد شدن، آب اضافه می شود و مخلوط به مدت سه روز تقطیر می شود.  لیکور طعمی شبیه به پرتقال با درجات تلخی متفاوت دارد. به طور طبیعی بی رنگ است، اما رنگ، معمولاً آبی (اغلب آبی درخشان E133 ) یا نارنجی، اغلب برای ایجاد ظاهری عجیب و غریب به کوکتل ها و سایر نوشیدنی های مخلوط اضافه می شود.  
برخی دیگر از لیکورها نیز به عنوان کوراسائو با طعم های مختلف مانند قهوه، شکلات، رم و کشمش فروخته می شوند. پیار فرنند، یک برند کنیاک و خشک Curaçao، با استفاده از تکنیک‌های  ۱۱۷۸ (۱۸۰۰ میلادی)، کوراسائوی کمتر شیرین «روش انچینه» را تولید کرد. 

#### همچنین ببینید -
- لیست لیکورها
- تریپل سک